# Bambama (district)

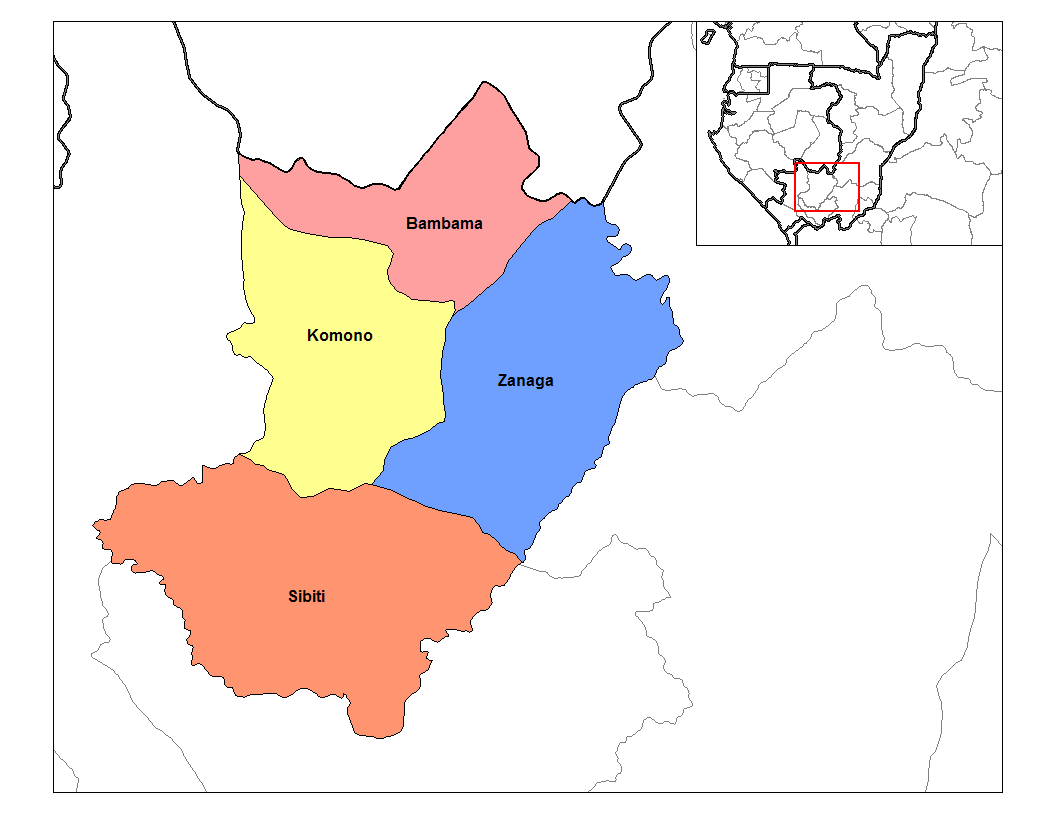
Carte des districts du département de la Lékoumou

Le district de Bambama est un district du sud-ouest du département de la Lékoumou en république du Congo, ayant pour capitale la ville de Bambama.